# Give It to the People
Give It to the People es el decimotercer álbum de estudio del dúo musical estadounidense The Righteous Brothers. Fue publicado en agosto de 1974 por Haven Records. Fue su primer álbum en cinco años desde Rebirth.

## Grabación y contenido
Las sesiones de grabación del álbum tuvieron lugar en Sound Labs, un estudio ubicado en Hollywood, California. Dennis Lambert y Brian Potter produjeron el álbum mientras que Joe Sidore se desempeñó como ingeniero de audio. Una vez completas las sesiones de grabación, Give It to the People se masterizó en The Mastering Lab, un estudio ubicado en Hollywood, California. Give It to the People contenía diez canciones, incluido el éxito top 5 «Rock and Roll Heaven».

## Lanzamiento
Give It to the People fue lanzado en agosto de 1974 por el sello Haven Records y se convirtió en el decimotercer álbum de estudio del dúo. Se publicó como un LP de vinilo y contenía 5 canciones en cada lado del disco. En Estados Unidos, AWB debutó en el puesto número 164 de la lista Top LPs & Tape durante la semana que terminó el 31 de agosto de 1974, donde se desempeñó como el segundo debut más alto de la edición. Fue el único álbum de estudio del dúo en posicionarse en la lista de álbumes de Australia.

## Recepción de la crítica
Un escritor no especificado de Record World le otorgó el certificado de “Hit of the Week”, y lo describió como “un regreso ‘celestial’ de los hermanos que nunca perdieron ese sentimiento de amor”. Un escritor no especificado de la revista Cash Box escribió: “Impulsado por las magníficas armonías del dúo y la brillantez individual de Bill Medley y Bobby Hatfield, el disco es un tremendo trabajo”.

## Lista de canciones
Todas las canciones escritas y compuestas por Dennis Lambert y Brian Potter, excepto donde esta anotado. 
| Lado uno |                              |                          |          |  |
| N.º      | Título                       | Escritor(es)             | Duración |  |
| 1.       | «Dr. Rock and Roll»          | Gary St. Clair           | 3:38     |  |
| 2.       | «And I Thought You Loved Me» | Nick Zesses Dino Fekaris | 3:37     |  |
| 3.       | «Dream On»                   |                          | 3:30     |  |
| 4.       | «You Turn Me Around»         | Barry Mann Cynthia Weil  | 3:03     |  |
| 5.       | «Together Again»             | Mann Weil                | 4:00     |  |

| Lado dos |                            |                             |          |  |
| N.º      | Título                     | Escritor(es)                | Duración |  |
| 1.       | «Give It to the People»    |                             | 3:18     |  |
| 2.       | «I Just Wanna Be Me»       |                             | 3:35     |  |
| 3.       | «Love Is Not a Dirty Word» |                             | 3:28     |  |
| 4.       | «Lines»                    | Art Munson Don Dunn         | 4:02     |  |
| 5.       | «Rock and Roll Heaven»     | Johnny Stevenson Alan O'Day | 3:24     |  |

## Créditos y personal
Créditos adaptados desde las notas de álbum de Give It to the People.
Personal técnico
- Dennis Lambert – productor
- Brian Potter – productor
- Michael Omartian – arreglos, conductor
- Joe Sidore – ingeniero de audio
- Harry Langdon – fotografía
- Roy Kohara – director artístico

## Posicionamiento
| Gráfica (1974)                            | Pico de posición |
| ----------------------------------------- | ---------------- |
| Australia (Kent Music Report)             | 83               |
| Canadá (RPM Top Albums)                   | 27               |
| Estados Unidos (Billboard Top LPs & Tape) | 27               |